# Craps

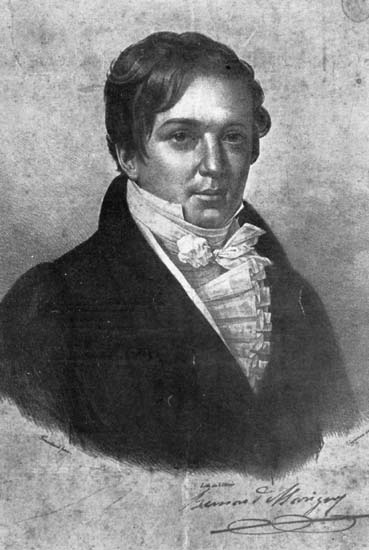
Bernard Xavier Philippe de Marigny de Mandeville (1785–1868) wird die Entwicklung des Craps zugeschrieben. Mandeville war in den Jahren 1822/23 Präsident des Senats von Louisiana

Craps bzw. Craps shooting oder Seven Eleven ist ein Würfelspiel, das sich vor allem in den USA großer Beliebtheit erfreut. Craps ist eine Vereinfachung des alt-englischen Spiels Hazard, die Bernard de Mandeville aus New Orleans im Jahre 1813 eingeführt haben soll.
Der Name Craps leitet sich vom englischen Wort Crab, dt. Krabbe, ab, der bereits im 16. Jahrhundert gebräuchlichen Bezeichnung für den Wurf einer Einser-Dublette.

## Die Regeln des privaten Spiels

### Die Grundregeln
Ein Spieler, der sogenannte Shooter, setzt einen bestimmten Betrag (das Banco), die anderen Spieler, die Faders, setzen dagegen. Sind die Einsätze gemacht, so wirft der Shooter gleichzeitig zwei Würfel.
Wirft der Shooter im ersten Wurf
- die Augensumme 7 oder 11, so hat er ein Natural und gewinnt sofort.
- die Augensumme 2, 3 oder 12, so ist dies ein Crap und er verliert sofort.
- die Augensumme 4, 5, 6, 8, 9 oder 10, so ist die geworfene Augensumme sein Point, und der Shooter würfelt ein weiteres Mal.

Ab dem zweiten Wurf gilt:
- Wirft der Shooter dieselbe Augensumme wie im ersten Wurf, also seinen Point, so gewinnt er.
- Wirft der Shooter die Augensumme 7, so verliert er („Sieben – aus dem Spiel“).
- Wirft er irgendeine andere Augensumme, so würfelt er ein weiteres Mal.

Gewinnt der Shooter, so darf er die Würfel behalten und weiterspielen; er darf dann aber aus der Bank keine Gewinne entnehmen. Verliert der Shooter, weil er im ersten Wurf einen Crap geworfen hat, so darf er – wenn er möchte – ebenfalls die Würfel behalten und ein neues Banco legen. Der Shooter kann aber die Würfel auch an seinen rechten Nachbarn weitergeben.
Verliert der Shooter durch den Wurf einer Sieben, so muss er die Würfel an seinen rechten Nachbarn weitergeben.
Der Shooter gewinnt mit Wahrscheinlichkeit von 244/495 oder 49,29 %; er ist somit gegenüber den Faders im Nachteil, der Vorteil der Faders beträgt ca. 1,41 %.

In einem einzelnen Spiel sind bis zur Entscheidung über Gewinn oder Verlust im Mittel 3,4 Würfe erforderlich (erwartete Spieldauer).

### Weitere Regeln und Ergänzungen

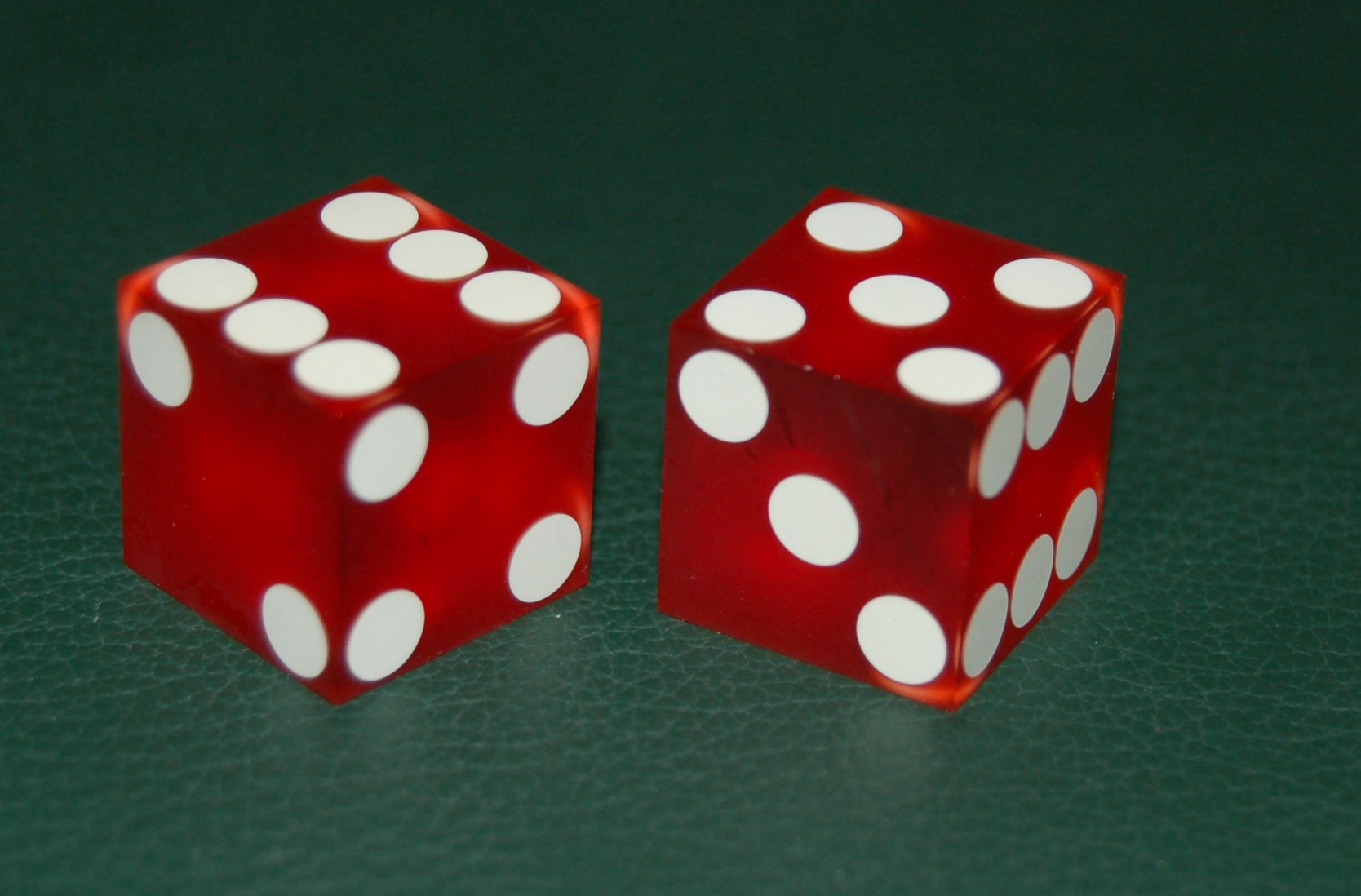
Craps-Würfel werden auch African Dominoes genannt

Beim Craps ist es üblich, die Würfel mit der Hand gegen eine Wand zu werfen, Würfelbecher werden nicht verwendet. Craps-Würfel, auch African Dominoes genannt, sind rot, durchsichtig und haben scharfe Kanten und Ecken (sind also nicht abgerundet), die Augen sind durch große weiße volle Kreise dargestellt.
Setzen die Faders insgesamt weniger als das Banco, so darf der Shooter den Differenzbetrag herausnehmen.
Setzen die Faders insgesamt einen höheren Betrag als die aktuelle Summe, so kann der Shooter, wenn er möchte, den Differenzbetrag in das Banco einbringen und das Spiel in voller Höhe halten. Will der Shooter das Banco aber nicht erhöhen, so gelten die Einsätze gemäß folgender Regel:
- Ist es das erste Spiel des Shooters, so gilt zuerst der Einsatz desjenigen Spielers, der gerade die Würfel hat abgeben müssen, und sodann die Einsätze der Spieler zur Rechten des Shooters bis zum Erreichen des Bankbetrages.
- Hat der Shooter gerade ein Spiel gewonnen, so gilt zuerst der Einsatz desjenigen Spielers, der im vorangegangenen Spiel den höchsten Einsatz getätigt hat, und sodann die Einsätze der Spieler zur Rechten des Shooters bis zum Erreichen des Bankbetrages. Gleiches gilt für das erste Spiel des Shooters, falls der vorherige Shooter die Würfel freiwillig abgegeben hat.
- Hat der Shooter gerade ein Spiel durch einen Crap-Wurf verloren und eine neue Bank gelegt, so gilt zuerst der Einsatz desjenigen Spielers, der den höchsten Einsatz getätigt hat, und sodann die Einsätze der Spieler zur Rechten des Shooters bis zum Erreichen des Bankbetrages.

Neben dem eigentlichen Spiel können die Teilnehmer untereinander verschiedenste Nebenwetten (Side bets) abschließen, z. B. dass im nächsten Wurf eine bestimmte Augenzahl fällt oder nicht fällt, dass eine gewisse Augenzahl vor einer Sieben fällt, oder nicht etc.
Im Casinospiel werden diese Nebenwetten nicht von den Spielern untereinander, sondern gegen das Casino (The House) gesetzt.

## Die Regeln des Casinospiels

### Allgemeines

Spielplan

Im  Casinospiel wetten die Spieler nicht untereinander, sondern gegen die Spielbank. Jeder Spieler darf als Shooter solange würfeln, bis er einen Point-Wurf verliert. Der Shooter braucht aber nicht die Einsätze der anderen Spieler zu halten, er muss nicht einmal auf Pass, also Gewinn des Shooters, wetten (was allerdings die meisten Spieler tun).

### Das Wettangebot
Das Wettangebot des Casinospiels ist nicht ganz einheitlich, sodass die folgende Übersicht nur als ein Wegweiser anzusehen ist; nicht alle Casinos bieten alle angeführten Wetten an, es gibt Unterschiede in den Auszahlungsquoten etc.

#### Pass
Die Wette auf Pass entspricht dem ursprünglichen Spiel Craps. Man wettet, dass der Shooter gewinnt, also dass er entweder bei seinem ersten Wurf, dem Come out roll ein Natural (also eine 7 oder eine 11) würfelt oder einen Point (eine 4, 5, 6, 8, 9 oder 10) und diesen Point vor dem Wurf einer 7 erneut trifft.
Der Unterschied zum privaten Craps liegt lediglich darin, dass man nicht gegen die anderen Spieler wettet, sondern gegen das Casino – was für den Spieler freilich unwesentlich ist. Die Auszahlungsquote beträgt so wie im privaten Craps 1 : 1, die Gewinnwahrscheinlichkeit beträgt 49,29 %, der Bankvorteil 1,41 %.

#### Don’t pass
Die Wette auf Don’t pass oder kurz Don’t ist im Wesentlichen das Gegenstück zur Wette auf Pass. Es gilt nämlich:
Die Wette auf Don’t gewinnt even money (also mit Quote 1 : 1)
- wenn der Shooter im ersten Wurf einen Crap 2 oder Crap 3 wirft
- wenn der Shooter im ersten Wurf einen Point wirft und eine Sieben fällt, bevor der Point erneut geworfen wird.

Die Wette auf Don’t verliert, wenn Pass gewinnt.
Die Wette auf Don’t ist stand off, oder unentschieden, d. h., sie gewinnt nicht, verliert aber auch nicht, wenn der Shooter im Come out roll einen Crap 12 (bzw. in manchen Casinos Crap 2) wirft. Dies ist der einzige Unterschied zum privaten Craps.
Durch das Stand off bei einem Wurf von Crap 12 gewinnt die Wette auf Don’t in 49,30 % der gültigen Spiele, dadurch entsteht ein Bankvorteil von 1,40 %. Ohne das Stand off wären die Spieler bei der Wette auf Don’t gegenüber der Spielbank im Vorteil, so wie die Faders gegenüber dem Shooter im privaten Craps.
Die Wetten auf Don't Pass und Don't Come (vgl. unten) werden auch als Dark side bezeichnet.

#### Odds bets
Hat man eine Wette auf Pass getätigt und der Shooter einen Point geworfen, so darf man nun eine Odds bet, eine Zusatzwette, abschließen, die von der Spielbank zur fairen Quote – also ohne Bankvorteil – angeboten wird.
Die meisten amerikanischen Casinos bieten 3x/4x/5x odds an, d. h., man darf so viel als Odds bet setzen, dass der mögliche Gewinn dem Sechsfachen des ursprünglichen Einsatzes entspricht. Dies entspricht je nach Point dreimal (Point 4 oder 10), viermal (Point 5 oder 9) oder fünfmal (Point 6 oder 8) dem ursprünglichen Einsatz.
Es gilt:
- Augensumme 4, Augensumme 10: Quote 2 : 1, Gewinnwahrscheinlichkeit 1/3;
- Augensumme 5, Augensumme 09: Quote 3 : 2, Gewinnwahrscheinlichkeit 2/5;
- Augensumme 6, Augensumme 08: Quote 6 : 5, Gewinnwahrscheinlichkeit 5/11;

Beispiel: Ein Spieler setzt 10 $ auf Pass, der Shooter wirft bei seinem Come out roll den Point 9. Der Spieler darf bei Double odds nun zusätzliche 40 $ auf die 9 setzen. Wirft der Shooter eine 9 vor der verlustbringenden 7, so erhält der Spieler einen 1 : 1-Gewinn von 10 $ für seine 10 $-Wette auf Pass und einen 3 : 2-Gewinn von 60 $ für seine 40 $-Wette auf die 9, also insgesamt 70 $. Seinen Einsatz von in summa 50 $ erhält er natürlich auch zurück, also 120 $ brutto.

#### Odds on don't pass
Hat man eine Wette auf Don't pass getätigt und der Shooter einen Point geworfen, so darf man ebenfalls eine Zusatzwette zur fairen Quote abschließen. Meist wird hierbei maximal das Sechsfache des ursprünglichen Einsatzes erlaubt.
Es gilt:
- Augensumme 4, Augensumme 10: Quote 1 : 2
- Augensumme 5, Augensumme 09: Quote 2 : 3
- Augensumme 6, Augensumme 08: Quote 5 : 6

Beispiel: Ein Spieler setzt 10 $ auf Don't pass, der Shooter wirft bei seinem Come out roll den Point 9. Der Spieler darf bei Double odds nun zusätzliche 60 $ auf die 9 setzen. Wirft der Shooter eine 7 vor der 9, so erhält der Spieler einen 1 : 1-Gewinn von 10 $ für seine 10 $-Wette auf Don't pass und einen 2 : 3-Gewinn von 40 $ für seine 60 $-Wette auf die 9, also insgesamt 50 $. Seinen Einsatz von in summa 70 $ erhält er natürlich auch zurück, also 120 $ brutto.
Spielt man die Wetten auf Pass bzw. Don't pass mit Double odds, so reduziert sich der Bankvorteil von 1,4 % auf 0,6 %, diese Wetten zählen zu den für den Spieler günstigsten Wetten, die in Spielbanken zu finden sind.

#### Come und Don't come
Die Wetten auf Come und Don't come entsprechen den Wetten auf Pass und Don't pass, der Unterschied liegt darin, dass die letzteren nur vor einem Come out roll des Shooters gesetzt werden können, die ersteren aber zu jedem beliebigen Zeitpunkt.
Wettet ein Spieler auf Come, so gewinnt er, wenn im nächsten Wurf eine 7 oder eine 11 fällt oder ein Come point, d. h. eine 4, 5, 6, 8, 9 oder 10, festgestellt wird und dieser vor der nächsten 7 erneut getroffen wird.
Die Wette auf Don't come gewinnt, wenn im nächsten Wurf eine 2 oder eine 3 fällt oder ein Come point festgestellt wird und eine 7 fällt, bevor der Come point erneut getroffen wird. Fällt im nächsten Wurf eine 12 (bzw. in manchen Casinos eine 2), so ist die Wette auf Don't come ein Stand off, also unentschieden; in allen anderen Fällen ist die Wette verloren.
Analog zu den Odds bets auf Pass bzw. Don't pass werden auch Odds bets auf Come und Don't come angeboten.

#### One roll bets oder Proposition bets
Bei dieser Gruppe von Wetten setzt man darauf, dass eine bestimmte Augenzahl im nächsten Wurf fällt.
- Crap 2: Man wettet, dass im nächsten Wurf die Augensumme 2 fällt, Auszahlung 30 zu 1, Gewinnwahrscheinlichkeit 1/36, Bankvorteil 13,9 %.
- Crap 3: Man wettet, dass im nächsten Wurf die Augensumme 3 fällt, Auszahlung 15 zu 1, Gewinnwahrscheinlichkeit 1/18, Bankvorteil 11, 1%.
- Seven: Man wettet, dass im nächsten Wurf die Augensumme 7 fällt, Auszahlung 4 zu 1, Gewinnwahrscheinlichkeit 1/6, Bankvorteil 16,7 %.
- Eleven: Man wettet, dass im nächsten Wurf die Augensumme 11 fällt, Auszahlung 15 zu 1, Gewinnwahrscheinlichkeit 1/18, Bankvorteil 11,1 %.
- Crap 12: Man wettet, dass im nächsten Wurf die Augensumme 12 fällt, Auszahlung 30 zu 1, Gewinnwahrscheinlichkeit 1/36, Bankvorteil 13,9 %.
- Any Crap: Man wettet, dass im nächsten Wurf eine der Augensummen 2, 3 oder 12 fällt, Auszahlung 7 zu 1, Gewinnwahrscheinlichkeit 1/9, Bankvorteil 11,1 %.
- Field: Man wettet, dass im nächsten Wurf eine der Augensummen 2, 3, 4, 9, 10, 11 oder 12 fällt; Auszahlung 1:1 bei den Augensummen 3, 4, 9, 10 oder 11; 2:1 bei 2; 3:1 bei 12, Bankvorteil 2,8 %. Bei dieser Wette gibt es allerdings große Unterschiede in den diversen Casinos, betreffend die Augensummen im Field, bzw. der Auszahlungsquoten.

Die Wetten dieser Gruppe sind sämtlich sehr nachteilig für den Spieler. Am günstigsten ist die Wette auf Field (gem. obiger Beschreibung); der Vorteil der Spielbank beträgt 2,8 %; bei den anderen Wetten liegt er zwischen 11,1 % und 16,7 % (Wette auf Seven).
- Horn bzw. C and E ist eine häufige Ansagewette: Dies bedeutet, dass der Spieler je einen Einsatz auf Crap 2, Crap 3, Crap 12 und Eleven tätigt. Je nachdem, welche Auszahlungsquoten für die einzelnen Wetten angeboten werden, ergeben sich von Casino zu Casino unterschiedliche Gewinnhöhen für 2 bzw. 12 und 3 bzw. 11.

#### Place bets und Buy bets

##### Place bets
Bei den sog. Place bets (auch: Place (to) win) setzt man darauf, dass eine bestimmte Augenzahl vor der nächsten Sieben fällt.
- 4: Man wettet, dass die Augensumme 4 vor der nächsten 7 fällt, Auszahlung 9 zu 5, Gewinnwahrscheinlichkeit 1/3, Bankvorteil 6,67 %.
- 5: Man wettet, dass die Augensumme 5 vor der nächsten 7 fällt, Auszahlung 7 zu 5, Gewinnwahrscheinlichkeit 2/5, Bankvorteil 4,00 %
- SIX: Man wettet, dass die Augensumme 6 vor der nächsten 7 fällt, Auszahlung 7 zu 6, Gewinnwahrscheinlichkeit 5/11, Bankvorteil 1,52 %.
- 8: Man wettet, dass die Augensumme 8 vor der nächsten 7 fällt, Auszahlung 7 zu 6, Gewinnwahrscheinlichkeit 5/11, Bankvorteil 1,52 %.
- NINE: Man wettet, dass die Augensumme 9 vor der nächsten 7 fällt, Auszahlung 7 zu 5, Gewinnwahrscheinlichkeit 2/5, Bankvorteil 4,00 %.
- 10: Man wettet, dass die Augensumme 10 vor der nächsten 7 fällt, Auszahlung 9 zu 5, Gewinnwahrscheinlichkeit 1/3, Bankvorteil 6,67 %.

In den meisten amerikanischen Casinos gilt die Regel, dass Place bets von einem Come out roll des Shooters nicht entschieden werden, sie sind off: d. h., fällt im Come out roll eine 7, so verlieren die Place bets nicht; fällt im Come out roll die gesetzte Zahl, gewinnt man nicht. Nach dem Come out roll sind Place bets wieder on, d. h. gültig, und können gewinnen bzw. verlieren.
- All across: Möchte ein Spieler, nachdem im Come out roll ein Point festgestellt worden ist, auch auf die übrigen Box numbers setzen, so tut er dies mit der Ansage „all across“: bei einem Einsatz von $ 5 auf Pass und einem Come point von 5, bedeutet diese Ansage, dass der Spieler zusätzliche Place bets auf 4, 6, 8, 9, und 10 abschließt, und zwar zu je $ 5 auf 4 , 9  und 10 sowie zu je $ 6 auf 6 und 8.

Manche Spielbanken, z. B. die österreichischen, bieten für SIX und 8 nur even money, d. h. eine Auszahlungsquote von 1 : 1, der Bankvorteil beträgt 9,09 %.
In amerikanischen Casinos findet man auf den Craps-Tableaux auch Felder Big 6 und Big 8, d. h. dieselben Wetten, welche als Place bets mit der Quote 7 : 6 angeboten werden, mit der Quote 1 : 1 – diese Wetten sollte man natürlich nie abschließen, da man auf dasselbe Ereignis auch zu einer höheren Quote setzen kann.
Place bets können nach jedem Wurf verändert werden.

##### Buy bets
Buy bets sind im Prinzip identisch mit Place bets; hier erhält man gegen Zahlung einer 5 %-Commission die fairen [sic] Auszahlungsquoten, d. h. diejenigen, die auch bei den Odds bets zur Anwendung kommen. Der Bankvorteil liegt bei den Buy bets generell bei 4,76 %; bei den Augenzahlen 4 und 10 ist daher die Buy-bet der Place bet vorzuziehen.
Beispiel: Möchte ein Spieler 100 $ als Buy bet auf die Vier setzen, so muss er zuerst 5 $ an Kommission zahlen. Im glücklichen Fall erhält er zusätzlich zu seinem Einsatz von 100 $ einen Gewinn in Höhe von 200 $.

Dieses Spiel lässt sich auch wie folgt beschreiben: Der Spieler riskiert tatsächlich nicht nur 100 $, sondern 105 $ und erhält im Gewinnfall 195 $ hinzu. 

Da die Gewinnwahrscheinlichkeit bei der Zahl Vier gerade 1/3 beträgt, ergibt sich so ein Bankvorteil von 5/105 = 4,76 %
In einigen Casinos ist die 5-%-Kommission einer Buywette nur im Gewinnfall zu zahlen; bei einer verlorenen Wette fällt jedoch keine Kommission an. Bei Anwendung dieser Regel verringert sich der Bankvorteil auf 1,67 % für die Augenzahlen 4 und 10, auf 2 % für 5 und 9 und auf 2,27 % für 6 und 8, sodass die Buy-Bet auch für die Augenzahlen 5 und 9 der Place-Bet vorzuziehen ist.

#### Lay bets
Lay bets sind das Gegenstück zu den Buy-Bets, hier wettet man darauf, dass eine Sieben vor der gesetzten Augensumme fällt. Diese Wetten werden zwar zu den fairen Quoten angeboten, doch ist zuvor eine Commission in Höhe von 5 % des möglichen Gewinnes zu bezahlen; auf diese Weise sichert sich die Spielbank ihren Vorteil.
- Lay 4: Man wettet, dass die Augensumme 7 vor der nächsten 4 fällt. Die Auszahlung beträgt - 5 % + 1 : 2 , die Gewinnwahrscheinlichkeit 2/3, .

Beispiel: Bei einem Einsatz von 200 $ erhält man im Gewinnfall 100 $, der mögliche Gewinn beträgt 100 $, d. h. vorab ist eine Commission in Höhe von 5 $ zu zahlen.
Dieses Spiel lässt sich auch wie folgt beschreiben: Der Spieler riskiert tatsächlich nicht nur 200 $, sondern 205 $ und erhält im Gewinnfall 95 $ hinzu. 

Da die Gewinnwahrscheinlichkeit bei der Zahl Vier gerade 2/3 beträgt, ergibt sich so ein Bankvorteil von 5/205 = 2,4 %
Analog die weiteren Lay bets:
- Lay 50: Man wettet, dass die Augensumme 7 vor der nächsten 5 fällt, Auszahlung - 5 % + 2 : 3, Gewinnwahrscheinlichkeit 3/5, Bankvorteil 3,2 %
- Lay 60: Man wettet, dass die Augensumme 7 vor der nächsten 6 fällt, Auszahlung - 5 % + 5 : 6, Gewinnwahrscheinlichkeit 6/11, Bankvorteil 4,0 %.
- Lay 80: Man wettet, dass die Augensumme 7 vor der nächsten 8 fällt, Auszahlung - 5 % + 5 : 6, Gewinnwahrscheinlichkeit 6/11, Bankvorteil 4,0 %.
- Lay 90: Man wettet, dass die Augensumme 7 vor der nächsten 9 fällt, Auszahlung - 5 % + 2 : 3, Gewinnwahrscheinlichkeit 3/5, Bankvorteil 3,2 %.
- Lay 10: Man wettet, dass die Augensumme 7 vor der nächsten 10 fällt, Auszahlung  - 5 % + 1 : 2, Gewinnwahrscheinlichkeit 2/3, Bankvorteil 2,4 %.

Auch für die Lay-Bets gilt: In einigen Casinos wird die 5-%-Kommission nicht fällig, wenn die Wette verloren wird, sondern nur bei einem Sieg. Der Bankvorteil verringert sich dadurch auf den gleichen Wert wie bei einer Buy-Bet auf die gleiche Zahl. Bei Anwendung dieser Regel ist auch für die Augenzahlen 5 und 9 die Lay-Wette für den Spieler günstiger als die entsprechende Place to Lose-Wette.
Manche Casinos bieten die Lay bets unter der Bezeichnung Place (to) lose an. Diese Wetten werden nicht gegen Zahlung einer Commission von 5 % abgeschlossen, stattdessen gelten folgende Auszahlungsquoten:
- Lay 4, Lay 10: Auszahlung 5 zu 11, Bankvorteil 3,0 %
- Lay 5, Lay 90: Auszahlung 5 zu 8, Bankvorteil 2,5 %
- Lay 6, Lay 80: Auszahlung 4 zu 5, Bankvorteil 1,8 %

#### Hard way bets
Eine gerade Augenzahl, z. B. 8, kann entweder im sog. Hard way durch die Dublette 4-4 oder im Soft way durch einen 6-2 oder 5-3-Wurf erzielt werden. Bei den Hard way bets wettet man nun darauf, dass eine gewisse (gerade) Augensumme als Dublette fällt, und zwar vor einem entsprechenden Soft way und vor einer Sieben.
- Hard 4: gewinnt bei 2-2, verliert bei 3-1 oder einer 7, Auszahlung 7 zu 1, Gewinnwahrscheinlichkeit 1/9, Bankvorteil 11,1 %.
- Hard 6: gewinnt bei 3-3, verliert bei 5-1, 4-2 oder einer 7, Auszahlung 9 zu 1, Gewinnwahrscheinlichkeit 1/11, Bankvorteil 9,1 %.
- Hard 8: gewinnt bei 4-4, verliert bei 6-2, 5-3 oder einer 7, Auszahlung 9 zu 1, Gewinnwahrscheinlichkeit 1/11, Bankvorteil 9,1 %.
- Hard 10: gewinnt bei 5-5, verliert bei 6-4 oder einer 7, Auszahlung 7 zu 1, Gewinnwahrscheinlichkeit 1/9, Bankvorteil 11,1 %.

## European Seven Eleven
Craps war das erste Würfelspiel, das Einzug in die  Spielbank von Monte Carlo gehalten hat – Würfelspiele galten lange Zeit als nicht elegant genug für den Betrieb in einem Casino.
In europäischen Casinos wird vielfach eine vereinfachte Variante unter dem Namen European Seven Eleven angeboten: bei diesem Spiel gibt es keine Odds bets, keine Wetten auf Come bzw. Don't come, keine Buy bets, keine Lay bets, die Place bets auf 6 und 8 zahlen nur even money – gerade die für den Spieler günstigsten Wetten (nämlich die Odds bets und die Place bets auf 6 und 8 mit der Quote 7 : 6) sind gestrichen.

## Card Craps
Da in einigen Gegenden der USA das Würfelspiel verpönt, das Kartenspiel aber geduldet war, wurde Card Craps erfunden. Man verwendet dazu die Asse, 2er, 3er, 4er, 5er und 6er von zwei (oder auch drei) Paketen Spielkarten, d. h., man spielt mit 48 (oder 72) Karten. An die Stelle des Werfens zweier Würfel tritt das Aufdecken zweier Karten.
Es gelten dieselben Regeln wie beim Spiel mit Würfeln, beim Spiel mit Karten gibt es als weitere Wettmöglichkeiten noch die Double hard way bets: Hier setzt man darauf, dass eine gewisse gerade Augenzahl vor einer Sieben als Nächstes durch zwei identische Karten (also gleicher Wert und gleiche Farbe) erzielt wird. So gewinnt etwa eine Wette auf Double hard 6, wenn die 6 durch eine der vier Möglichkeiten (♠3–♠3), (♥3–♥3), (♦3–♦3) oder (♣3–♣3) dargestellt wird; die Wette verliert, falls die Augensumme 6 auf irgendeine andere Weise fällt, oder eine 7 erscheint.